# Červená Třemešná
Červená Třemešná (en allemand : Rot-Tschemesch) est une commune du district de Jičín, dans la région de Hradec Králové, en République tchèque. Sa population s'élevait à 163 habitants en 2022.

## Géographie
Červená Třemešná se trouve à 4 km au nord de Hořice, à 21 km à l'est-sud-est de Jičín, à 25 km au nord-nord-ouest de Hradec Králové et à 94 km au nord-est de Prague.
La commune est limitée par Tetín au nord, par Miletín et Rohoznice à l'est, par Boháňka au sud, par Hořice au sud-ouest et par Lukavec u Hořic à l'ouest.

## Histoire
La première mention écrite de la localité date de 1267.

## Transports
Par la route, Červená Třemešná se trouve à 4 km de Hořice, à 3 km de Jičín, à 30 km de Hradec Králové et à 120 km de Prague. 